# Manny Montes

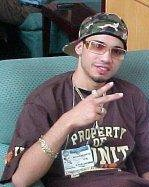
Manny Montes, 2011

Manny Montes (eigentlich Emmanuel Rodríguez; * 16. Dezember 1981 in Aguadilla, Puerto Rico) ist ein puerto-ricanischer Reggaeton- und Rap-Musiker.

## Leben
Manny Montes wuchs in Tamarindo auf, einem von Drogen- und Gewaltkriminalität geprägten Viertel seiner Heimatstadt Aguadilla. Im Alter von 16 Jahren bekannte er sich zu Jesus Christus und begann christlich geprägten Reggaeton zu machen, was in dem sonst eher weltlich orientierten Genre ungewöhnlich war. Da auch umgekehrt die Kirche der Reggaeton-Kultur nicht positiv gegenüberstand, stieß Manny Montes auch von dieser Seite auf Widerstände.
Im Jahr 2002 veröffentlichte er seine erste Soloaufnahme Realidades. Mit Hits wie La Vida que Nace de Muerte wurde er bekannt und die Musikindustrie wurde auf ihn aufmerksam. 2004 plante, präsentierte und veröffentlichte er das Album United Kingdom. Darin präsentierte er junge Talente die ebenfalls christlich geprägten Reggaeton machten. Im Jahre 2005 erschien sein zweites Studioalbum En Vivo, das als Bonus unveröffentlichte „Live Tracks“ enthielt (En Vivo = dt. Lebendig, Live). 2006 entstand wieder ein Presents Album unter dem Titel Los Inmortales. Ein Jahr später entstand der erste Sampler seines Plattenlabels A Fueguember Records das inzwischen auf A Fueguember Music umbenannt wurde. Im Jahr 2008 erschien seit drittes Solo-Album Nuevo Comienzo und 2010 kam dann El Escenario auf den Markt.

## Afueguember Music
Montes stellt in seiner Musik seinen christlichen Glauben in den Mittelpunkt. Im Jahr 2004 gründete er das Musik-Label Afueguember Music das sich mit People Music beschäftigt. Afueguember Music war das erste Christian Label, das sich auf Reggaeton spezialisierte.

## Diskografie

### Studioalben
- Realidades (2002)
- En Vivo (2005)
- Nuevo Comienzo (2008)
- El Escenario (2010)
- Corazón Abierto (2012)
- Línea de Fuego (2015)
- Solo Rap (2018)
- Solo Trap Edition (2019)
- Solo Reggaeton (2021)
- Intervalo (2022)
- Intervalo 2 (2023)

### Presents-Alben
- Manny Montes Presenta: United Kingdom (2003)
- Manny Montes Presenta: Los inmortales (2006)
- Manny Montes & Sandy NLB Presentan: Los Violentos (2007)
- Manny Montes & Sandy NLB Presentan: Los Violentos 2 (2009)
- Manny Montes Presenta United Kingdom 2  (2013)
- Manny Montes & Obed Presents: United Kingdom 2.5 (2014)
- Manny Montes & Zoprano Presents: Amor Real (2017)

### Sampler
- A Fueguember Live (2007)

### Singles
- Realidades (Realidades)
- La vida que nace de la muerte (Realidades)
- Manos arriba (Realidades)
- United Kingdom (Manny Montes Presenta: United Kingdom)
- Vida dura (Manny Montes Presenta: United Kingdom)
- Suena el jibaro (En vivo)
- Demasiado (featuring Vito; En vivo)
- El inmortal (Manny Montes presenta: Los inmortales)
- Es muy tarde ya (featuring Memo & El Ungido; Nuevo comienzo)
- Cielo (featuring Tercer Cielo; Nuevo comienzo)
- Entre dos mundos (featuring Alex Zurdo & Redimi2; El escenario)
- Piensa (El escenario)
- Suena (featuring Bethliza; El escenario)

### Mitwirkungen
- Holy Crew (MC Charles & PBC presenta: Holy Crew)
- Right Trough (Chosem Few 2: El ducomental)
- El equipo campeon (Redimi2 Presenta: Los extraterestes)
- Aguanta presion (Triple Seven presenta: Contra viento y manera)

## Filmografie

### Spielfilme
- La Vida Que Nace De La Muerte (2005)
- Talento De Barrio (2008)
- Vida (2010)

### Sonstiges
- United Kingdom: El Concierto En DVD (2004)
- Explosion Juvenil: Manny Montes, Bengie & Memo Y El Ungido En DVD (2007)
- Detrás De La Música (2010)